# الدوري الهندوراسي الدرجة الأولى لكرة القدم 1991-92
الدوري الهندوراسي الدرجة الأولى لكرة القدم 1991-92 هو موسم من الدوري الهندوراسي الدرجة الأولى لكرة القدم. فاز فيه نادي موتاجوا ‏.